# تاريخ أفغانستان (1978-1992)

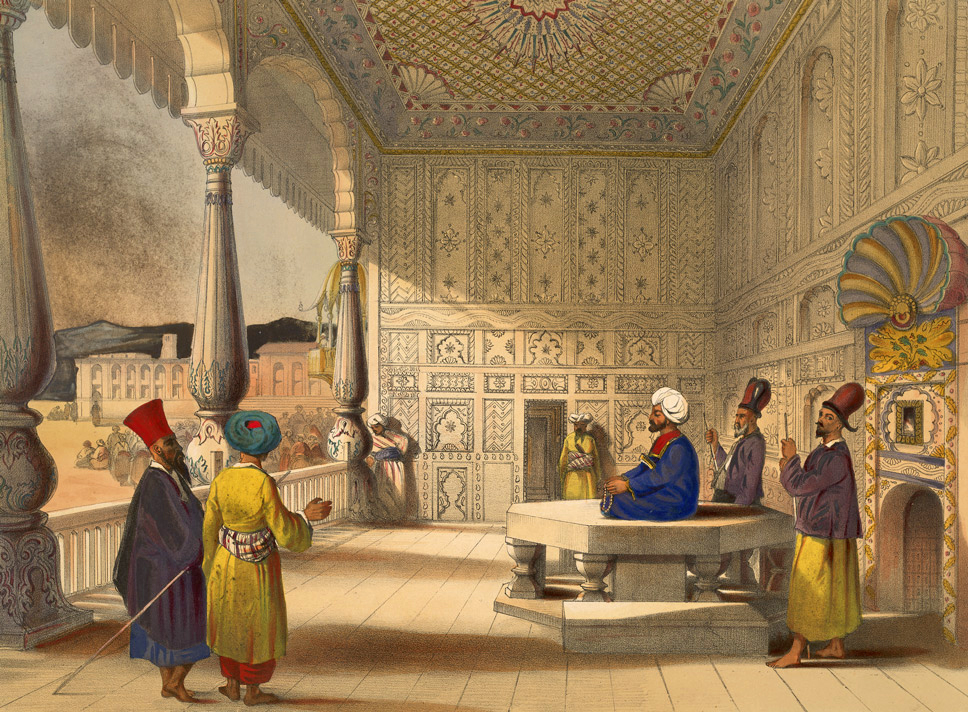

كانت جمهورية أفغانستان الديمقراطية حكومة أفغانستان بين عامي 1978 و1992 المعترف بها من قبل 8 دول. كانت قريبة من الناحية الأيديولوجية من الاتحاد السوفيتي ومعتمدة عليه اقتصاديًا، وكانت أحد الأطراف المحاربة الرئيسية في الحرب الأهلية الأفغانية.

## ثورة أبريل 1978
في عام 1978، قتل عضو بارز في الحزب الديمقراطي الشعبي الأفغاني، محمد أكبر خيبر، على يد حكومة الرئيس محمد داود خان. بدا أن قادة الحزب الديمقراطي الشعبي الأفغاني كانوا خائفين من أن داود كان يخطط لإبادتهم جميعًا، خاصة وأن معظمهم اعتقلوا، بما في ذلك تراقي وكرمال، في حين وضع أمين قيد الإقامة الجبرية حيث أعطى تعليمات لابنه لينقلها إلى جيشه الذي بدأ ثورة ثور. تمكن حفيظ الله أمين وعدد من ضباط الجناح العسكري في الحزب الديمقراطي الشعبي الأفغاني من البقاء طلقاء ومنظمين.
في 27 أبريل 1978، أطاح الحزب الديمقراطي الشعبي الأفغاني بقيادة نور محمد تراقي و بابراك كرمال وأمين بنظام محمد داود، الذي قتل في اليوم التالي مع معظم أفراد عائلته. كانت الانتفاضة تعرف باسم ثورة ثور العظيمة («ثور» تعني «أبريل» باللغة الدرية). في 1 مايو، أصبح تراقي رئيسًا ورئيس الوزراء وأمينًا عامًا للحزب الديمقراطي الشعبي الأفغاني. أعيدت تسمية البلاد بعد ذلك باسم جمهورية أفغانستان الديمقراطية (دي أر ايه)، واستمر نظام الحزب الديمقراطي الشعبي الأفغاني، بشكل أو بآخر، حتى أبريل 1992.
انقسم الحزب الديمقراطي الشعبي الأفغاني إلى عدة فصائل في عام 1967، بعد وقت قصير من تأسيسه. بعد عشر سنوات، أعادت جهود الاتحاد السوفيتي فصيل الخلق التابع لتراقي وفصيل برجم التابع بابراك كرمال. كانت «ثورة ثور»، كما أسمت الحكومة الجديدة انقلابها بعد الشهر في التقويم الإسلامي الذي وقعت فيه، تكاد تكون إنجاز فصيل الخلق من الحزب الديمقراطي الشعبي الأفغاني بالكامل. أعطاه هذا النجاح سيطرة فعالة على القوات المسلحة، وكانت هذه ميزة كبيرة على الفصيل البرجمي المنافس. كان فوز فصيل الخلق جزئيًا بسبب سوء تقدير داود بأن برجم كان التهديد الأكثر خطورة. تمتع قادة برجم باتصالات واسعة النطاق داخل البيروقراطية العليا وحتى العائلة المالكة والنخبة الأكثر امتيازًا. مالت هذه الروابط أيضًا إلى تسهيل تتبع تحركاته.
من ناحية أخرى، لم يشارك فصيل الخلق في حكومة داود، ولم يكن له صلة تذكر بنخبة كابل الناطقة بالفارسية، وكانت له سمعة ريفية قائمة على استقدام الطلاب من المقاطعات. كان معظمهم من البشتون، وخاصة الغلزائيين. كان لديهم القليل من الروابط الظاهرة في البيروقراطية العليا، وقد تولى الكثير منهم وظائف كمدرسين في المدرسة. كان تأثير خلق في جامعة كابل محدودًا أيضًا.
بدا هؤلاء الوافدون الجدد إلى كابل في وضع ضعيف لاختراق الحكومة. علاوة على ذلك، قادهم محمد تراقي، الشاعر، والمسؤول الصغير في بعض الأحيان، والمتشدد سيئ السمعة. واثقًا من أن ضباطه العسكريين يمكن الاعتماد عليهم، لا بد وأن داود قد تجاهل اجتهاد ملازم تراقي، حفيظ الله أمين، الذي كان يبحث عن الضباط المنشقين من البشتون. إن الفشل في اعتقال أمين، الذي مكنه من إثارة الانقلاب قبل الموعد المخطط له، يشير أيضًا إلى اختراق فصيل الخلق لشرطة داود الأمنية.
نفذ منظمو الانقلاب خطة جريئة ومتطورة. استخدمت تأثير الصدمة من خلال هجوم مدرع وجوي مشترك على قصر أرغور، مقر حكومة داود شديدة المركزية. إن الاستحواذ على المبادرة قد ثبط من معنويات أكبر القوات الموالية أو غير الملتزمة في مكان قريب. إن العزل السريع للاتصالات، والسيطرة على وزارة الدفاع وغيرها من مراكز السلطة الاستراتيجية، قد عزل حرس قصر داود المقاوم بعناد.
كان الانقلاب هو الإنجاز الأكثر نجاحًا لفصيل الخلق. إلى حد أنه قد تراكمت منشورات كثيرة تجادل أن هذا المخطط لا بد وأنه نُفِّذ من قبل الكي جي بي، أو فرع خاص من الجيش السوفيتي. بالنظر إلى الخلافات التي سرعان ما تطورت بين الخلق والمسؤولين السوفيت، خاصةً فيما يتعلق بتصفية برجم، فإن السيطرة السوفيتية على الانقلاب تبدو غير محتملة، ولكن المعرفة المسبقة بها تبدو محتملة للغاية. الادعاءات بأن الطيارين السوفيت قصفوا القصر تتجاهل توافر الطيارين الأفغان المخضرمين.
جرى التأكيد على القيادة السياسية لجمهورية أفغانستان الديمقراطية في غضون ثلاثة أيام من الاستيلاء العسكري. بعد ثلاثة عشر عامًا من النشاط التآمري، ظهر فصيلا الحزب الديمقراطي الشعبي الأفغاني علانية، رافضين في البداية الاعتراف بإقراراتهم الماركسية. سرعان ما اتضحت هيمنة فصيل الخلق. أصبح تراقي رئيسًا ورئيسًا للوزراء وأمينًا عامًا للحزب الديمقراطي الشعبي الأفغاني، وحفيظ الله أمين كنائب لرئيس الوزراء. تعين أيضًا زعيم برجم، بابراك كرمال، نائبًا لرئيس الوزراء. انقسمت عضوية مجلس الوزراء من أحد عشر إلى عشرة، وكانت الأغلبية من الخلق. سيطر الخلق على المجلس الثوري، الذي كان من شأنه أن يكون بمثابة الهيئة الحاكمة للحكومة. في غضون أسابيع، بدأت عمليات تصفية برجم، وبحلول الصيف، أصبح رعاة الخلق السوفيت الحائرين يدركون كم سيكون من الصعب تخفيف حدة تطرفهم.